# La Bataille du 38e parallèle
Pour plus de détails, voir Fiche technique et Distribution.
La Bataille du 38e parallèle (증언, Jeungeon) est un film sud-coréen réalisé par Im Kwon-taek, sorti en 1974.

## Synopsis
En Corée, le 25 juin 1950, le lieutenant Jang prévoit de passer le week-end avec sa petite amie, mais les forces nordistes lancent une attaque massive contre le sud.

## Fiche technique
- Titre : La Bataille du 38e parallèle
- Titre original : 증언 (Jeungeon)
- Réalisation : Im Kwon-taek
- Scénario : Kim Kang-yun
- Musique : Han Sang-gi
- Photographie : Jeon Jo-myeong et Seo Jeong-min
- Montage : Kim Hui-su
- Production : Kim Jae-yeon
- Pays :  Corée du Sud
- Genre : Drame, historique et guerre
- Durée : 125 minutes
- Dates de sortie : 
  -  Corée du Sud : 1974

## Distribution
- Kim Chang-suk
- Shin Il-yong
- Park Ji-hun
- Kim Yo-hun
- Yun Yeong-ju

## Distinctions
Le film film a reçu plusieurs Grand Bell Awards en 1974.